# Häbbersträsket (Piteå socken, Norrbotten, 727556-172807)
Häbbersträsket är en sjö i Piteå kommun i Norrbotten och ingår i Lillpiteälvens huvudavrinningsområde. Sjön har en area på 0,776 kvadratkilometer och ligger 194,1 meter över havet. Sjön avvattnas av vattendraget Lillpiteälven.

## Delavrinningsområde
Häbbersträsket ingår i det delavrinningsområde (727459-172806) som SMHI kallar för Utloppet av Häbbersträsket. Medelhöjden är 207 meter över havet och ytan är 4,53 kvadratkilometer. Räknas de 23 avrinningsområdena uppströms in blir den ackumulerade arean 260,6 kvadratkilometer. Avrinningsområdets utflöde Lillpiteälven mynnar i havet. Avrinningsområdet består mestadels av skog (67 procent). Avrinningsområdet har 0,75 kvadratkilometer vattenytor vilket ger det en sjöprocent på 16,5 procent.